# Giancarlo Del Monaco
Giancarlo Del Monaco (* 27. Dezember 1943 in Venedig) ist ein italienischer Opernregisseur und Theaterleiter.

## Leben
Giancarlo Del Monaco wurde als Sohn des Tenors Mario Del Monaco geboren und debütierte als Regisseur 1965 in Syrakus/Sizilien mit der Oper Samson et Dalila von Camille Saint-Saëns, in der sein Vater die Titelpartie interpretierte. Anschließend war er international als Regieassistent (von Wieland Wagner, Günther Rennert und Walter Felsenstein) und Regisseur im Einsatz. Eine Reihe von Produktionen erarbeitete er zunächst auch an deutschen Stadttheatern.
1983 inszenierte er Turandot an der Hamburgischen Staatsoper; die Produktion wurde dort zuletzt 2012 gezeigt. 1991 brachte er La fanciulla del West an der Metropolitan Opera heraus, und anschließend inszenierte er dort auch Stiffelio, Madama Butterfly, Simon Boccanegra und La forza del destino. Des Weiteren wirkte er unter anderem am Opernhaus Zürich, am Grand Théâtre de Genève, an der Opera Națională București, der Oper Breslau und der Korea National Opera.
Er war darüber hinaus auch als Chef und Intendant von Opernhäusern und Festivals tätig, darunter das Staatstheater Kassel (1980–1982), das Macerata Opera Festival (Italien, 1986–1988), die Oper Bonn (1992–1997) und die Opéra de Nice (1997–2001).
Von 2009 bis 2011 war er Künstlerischer Leiter des Opernfestivals in Teneriffa.
Del Monaco ist mit der kroatischen Opernsängerin Lana Kos liiert.